# Pierre Oster

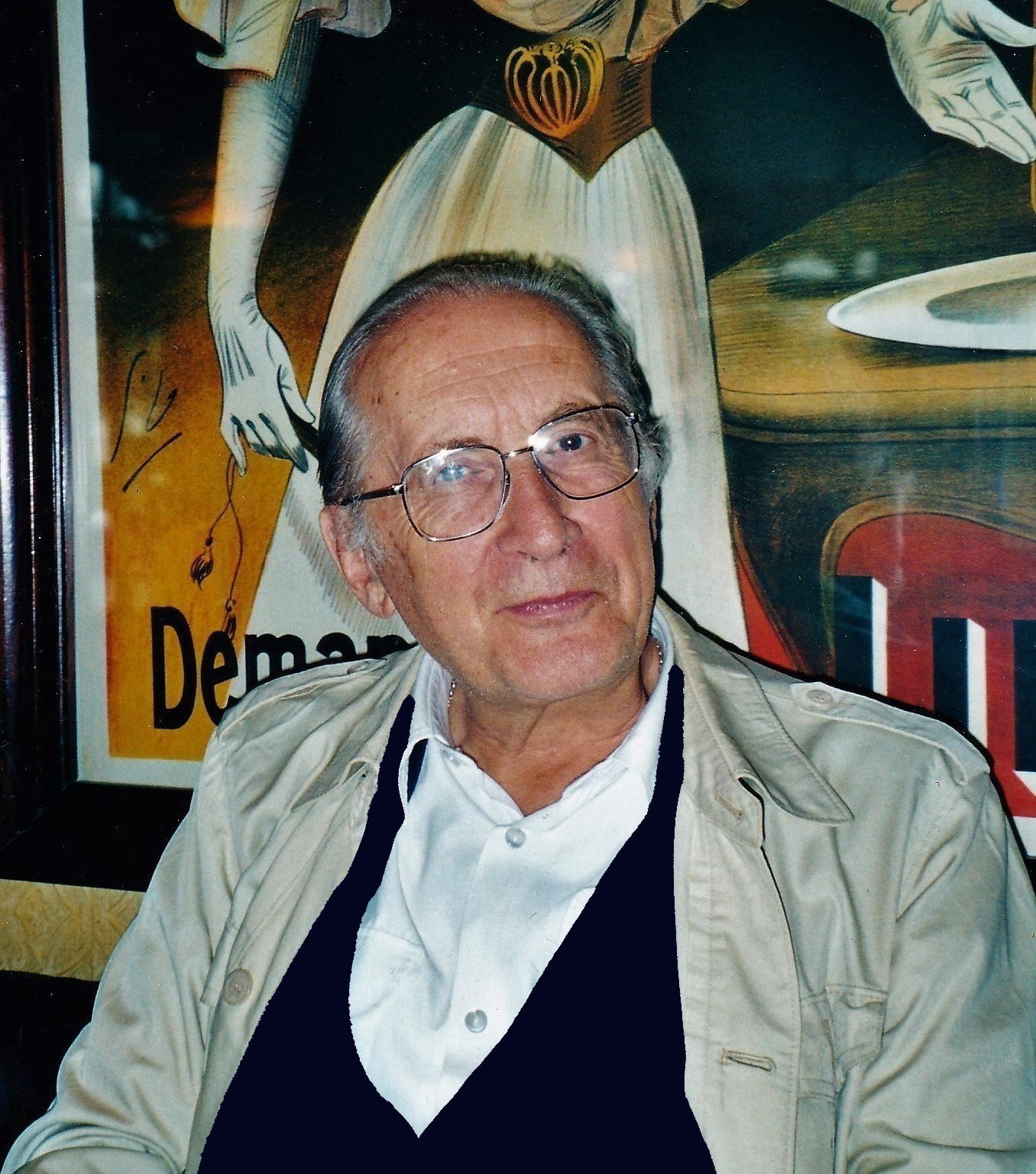
Pierre Oster, 2003

Pierre Oster (* 6. März 1933 in Nogent-sur-Marne; † 22. Oktober 2020 in Paris) war ein französischer Dichter.

## Leben und Werk
Pierre Oster, der luxemburgische Wurzeln hatte, wuchs in Nogent-sur-Marne und Paris auf und besuchte die Gymnasien Sainte-Croix in Neuilly-sur-Seine, Lycée Buffon und Lycée Louis-le-Grand. Er studierte am Institut für politische Studien. Inspiriert durch Pierre Jean Jouve und ermutigt durch Jean Paulhan, dessen Gesamtwerk er später herausgab, veröffentlichte er 1955 bei Gallimard seinen ersten Gedichtband Champ de Mai, der mit dem Prix Félix Fénéon ausgezeichnet wurde. Sein zweiter Band Solitude de la lumière erhielt 1958 den Prix Max Jacob. Zahlreiche weitere folgten. 2000 publizierte er eine Art Gesamtausgabe seiner Gedichte unter dem Titel Pays du Tout. 2019 erhielt er den Grand Prix de Poésie der Académie française.
Sein Werk ist geprägt durch das Vorbild von Saint-John Perse, den er 1961 persönlich traf, und von Paul Claudel. Jean Grosjean gehörte zu seinen Freunden. Es liegen derzeit keine deutschen Übersetzungen seiner Gedichte vor.
1971 heiratete er in Leningrad Angella Soussouev und nannte sich bis 1999 auch Pierre Oster-Soussouev. Er war bis 1995 Lektor im Verlag Éditions du Seuil.

## Werke (Romanistik)
- (Hrsg.) Jean Paulhan: Oeuvres complètes. 5 Bde. Cercle du livre précieux, Paris 1966–1970.
- (Hrsg.) Anthologie de la poésie française du XVIIIe siècle. Tchou, Paris 1969.
- (Hrsg.) Nouveau Dictionnaire de citations françaises. Hachette-Tchou 1970.
  - (Hrsg.) Dictionnaire de citations françaises. Le Robert, Paris und Klett, Stuttgart 1980.
- Saint-John Perse. Alexis et Dorothée Leger. Babel, Mazamet 1992, 2005.

### Handbuchliteratur
- Jean-Michel Maulpoix: Histoire de la littérature française. XXe. 1950/1990. Hatier, Paris 1991, S. 390–391.
- Luc Pinhas: OSTER, Pierre. In: Jean-Pierre de Beaumarchais, Daniel Couty und Alain Rey (Hrsg.): Dictionnaire des littératures de langue française. Auteurs. Ausgabe in 3 Bänden. Bordas, Paris 1984, S. 1675.